# Château d'Aymavilles
Le château d'Aymavilles est un château de la moyenne vallée d'Aoste, situé près du chef-lieu de la commune du même nom.
Il se trouve sur le sommet d'une petite moraine glaciaire, afin de contrôler le passage sur les voies de la vallée de la Doire baltée (la route consulaire des Gaules reliant Mediolanum et Lugdunum) et vers le val de Cogne (pour l'extraction du marbre, son plan est quadrangulaire avec une tour à chaque angle avec des mâchicoulis. 

## Histoire
Les premières traces de cet édifice remontent à 1287 en tant que maison forte similaire au château d'Écours à La Salle ou au château de la Mothe à Arvier avec un mur d'enceinte pour la défense de la population en cas de danger sur le modèle des châteaux de Cly et de Graines.
En 1354, les comtes de Savoie confièrent le château à une branche de la maison de Challant, dénommée par la suite Challant-Aymavilles. Le donjon original fut étendu vers l'ouest et rehaussé d'un étage. Aymon de Challant ordonna la construction d'un second mur d'enceinte, d'un fossé et d'un pont-levis.
Au début du XVe siècle, Amédée de Challant ordonna la construction des quatre tours défensives, ainsi que de tours de guet le long des murs d'enceinte.
À partir de ce moment, le château fut habité pendant longtemps par les Challant-Aymavilles, qui fit surélever d'un étage le bâtiment et les tours, en ajoutant les mâchicoulis et les corbeaux.
En 1728, selon la volonté de Joseph-Félix de Challant, l'enceinte fut abattue pour créer un jardin avec un escalier monumental et une grande fontaine centrale, et le château devint un manoir. Les loggias baroques qu'il fit ajouter donnèrent enfin au manoir l'aspect que nous connaissons de nos jours.
Dans ce château mourut le 18 octobre 1804 Maurice-Philippe de Challant-Châtillon, huitième baron de Châtillon et dix-septième comte de Challant, le dernier héritier mâle de la Maison de Challant, la plus importante famille nobiliaire valdôtaine. 
À la suite de cet événement, le château d'Aymavilles a été vendu à des particuliers : d'abord au comte Clemente Asinai Verasis de Castiglione, en 1870, ensuite en 1882 au sénateur Giovanni Bombrini. À cette époque deux tableaux ont été retrouvés dans la mansarde du château représentant la Sainte Vierge et l'archange Gabriel.
En 1970 l'État italien a acheté le château, et aujourd'hui il appartient à la région autonome Vallée d'Aoste.
En 2004 des travaux de restaurations sont entamés. Il est ouvert au public le 14 mai 2022.

## Galerie de photos

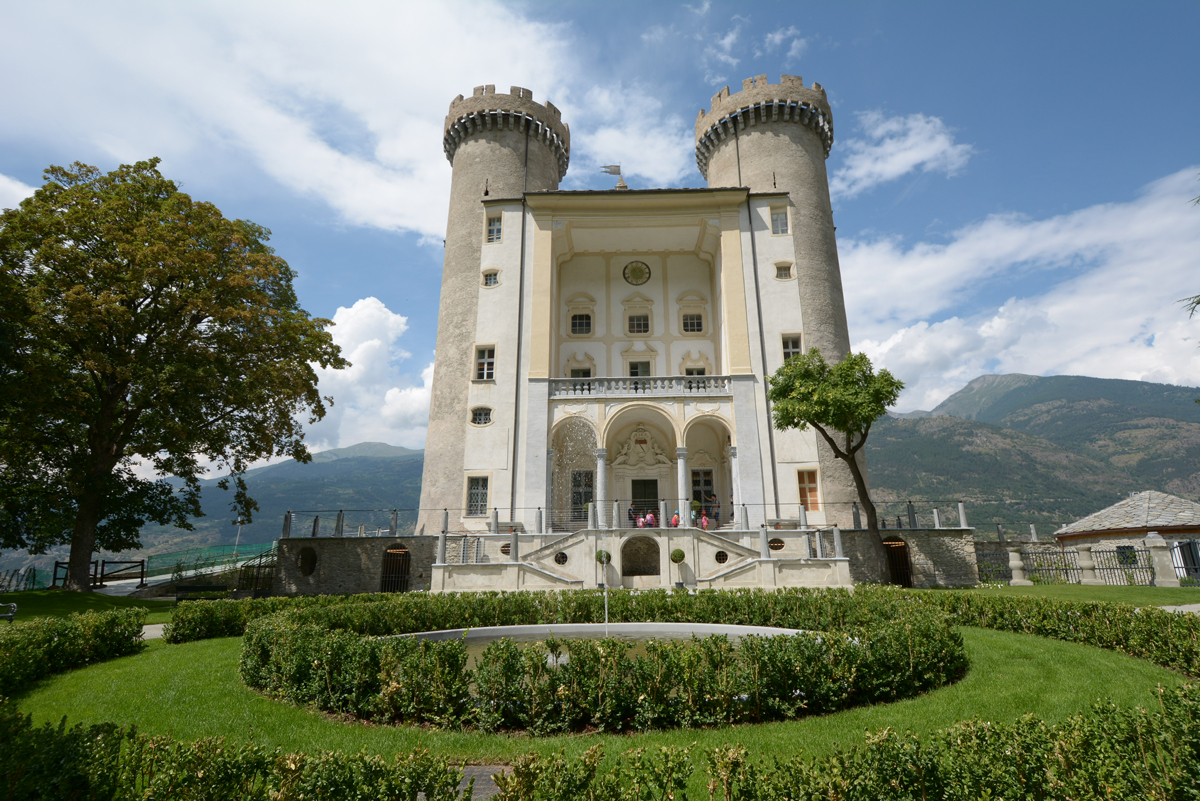
Vue de la façade en 2018, après les travaux de restauration.
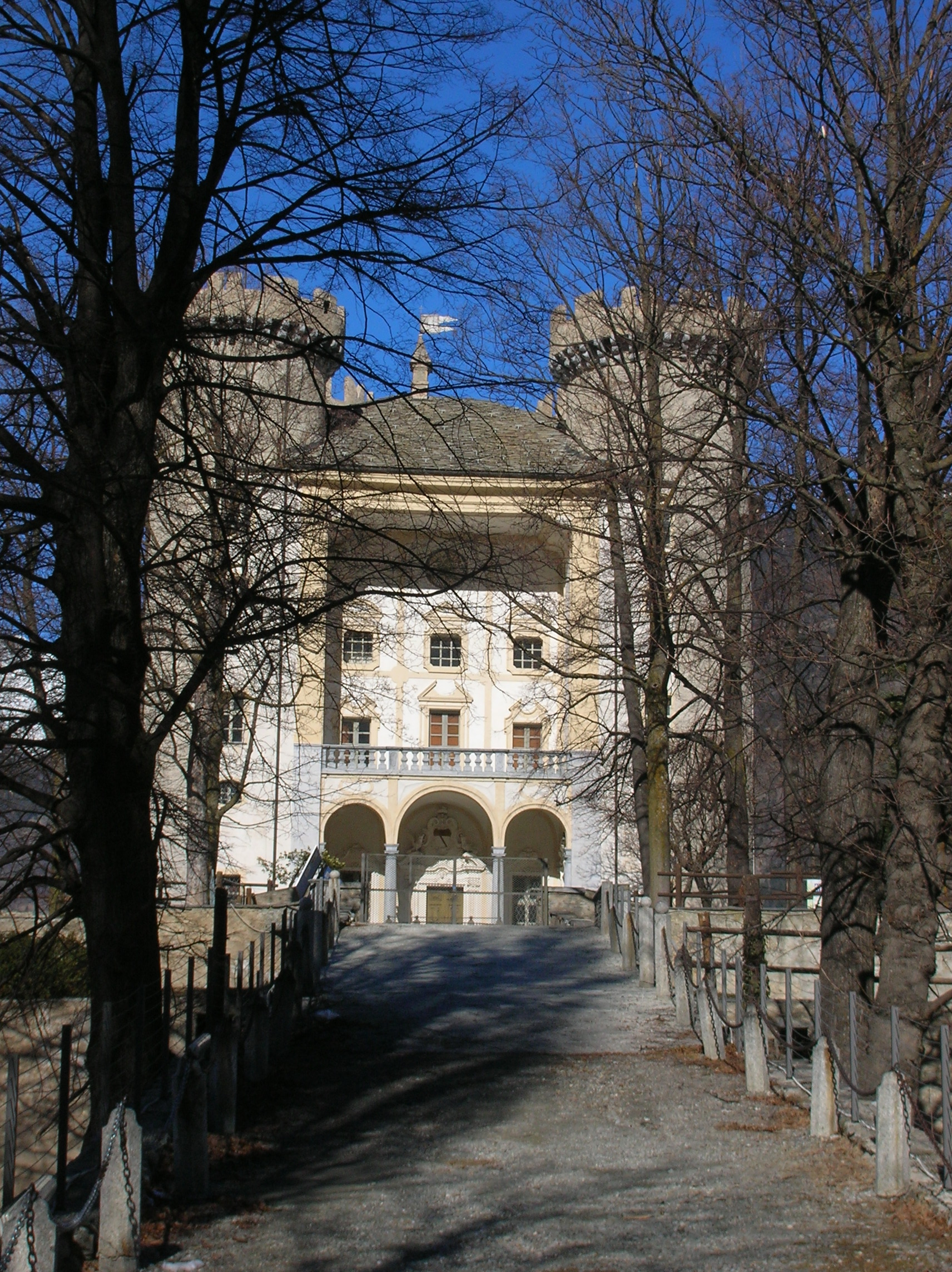
L'entrée.